# 塔罗河畔福尔诺沃
塔罗河畔福尔诺沃（義大利語：Fornovo di Taro）是意大利帕尔马省的一个市镇。总面积57.65平方公里，人口6252人，人口密度108.4人/平方公里（2009年）。ISTAT代码为034017。